# Eanger Irving Couse

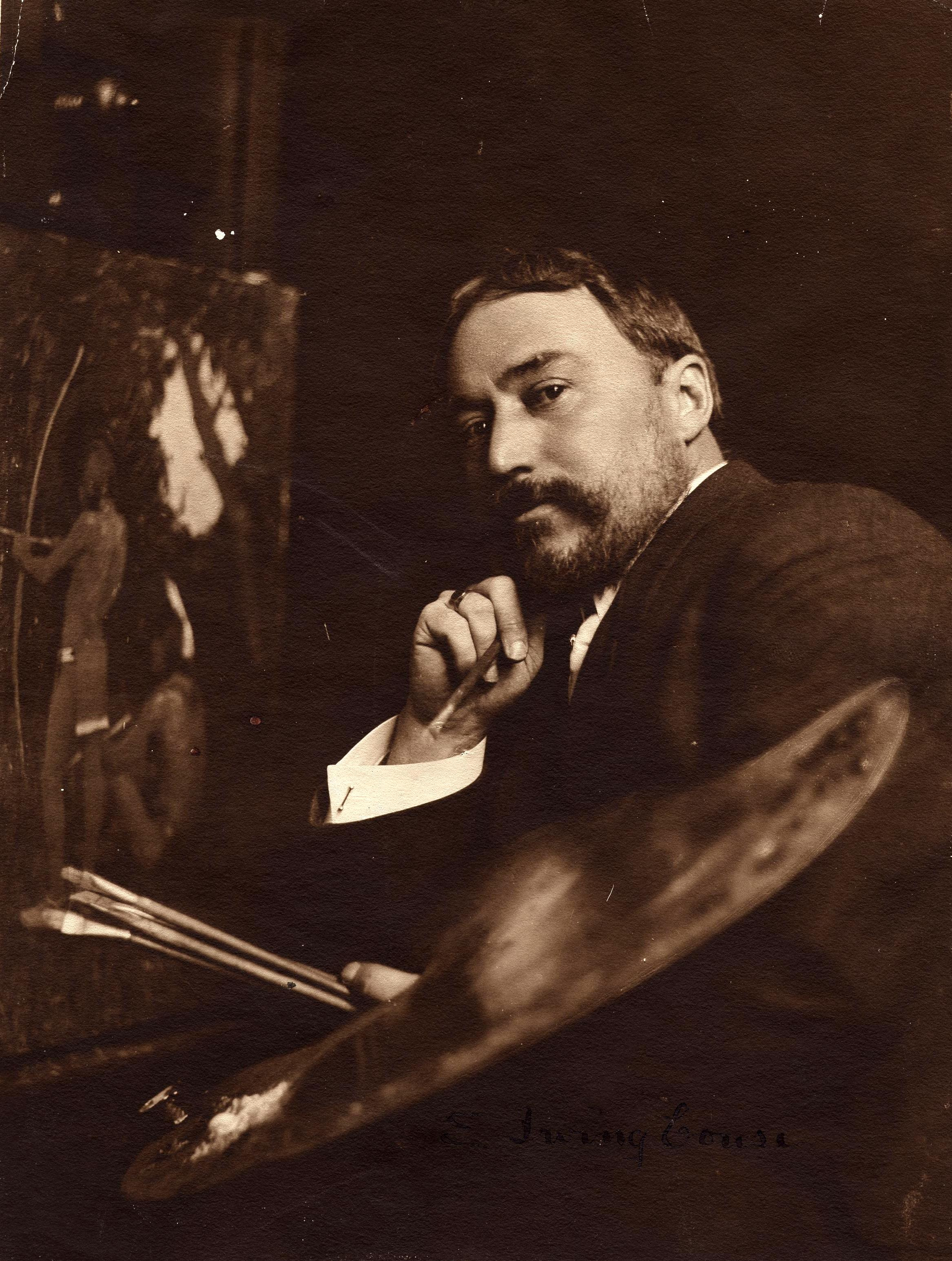
Eanger Irving Couse

Eanger Irving Couse (* 3. September 1866 in Saginaw, Michigan; † 26. April 1936 in Albuquerque, New Mexico) war ein US-amerikanischer Maler und ein Gründungsmitglied und der erste Präsident der Taos Society of Artists. Er ist bekannt für Bilder mit Szenen von Native Americans, aus New Mexico und dem Südwesten der Vereinigten Staaten. Sein Haus und Studio in Taos sind im Rahmen der Eanger Irving Couse House and Studio – Joseph Henry Sharp Studios erhalten und sind im National Register of Historic Places eingetragen und gehören zum New Mexico Register of Cultural Properties.

## Jugend und Ausbildung

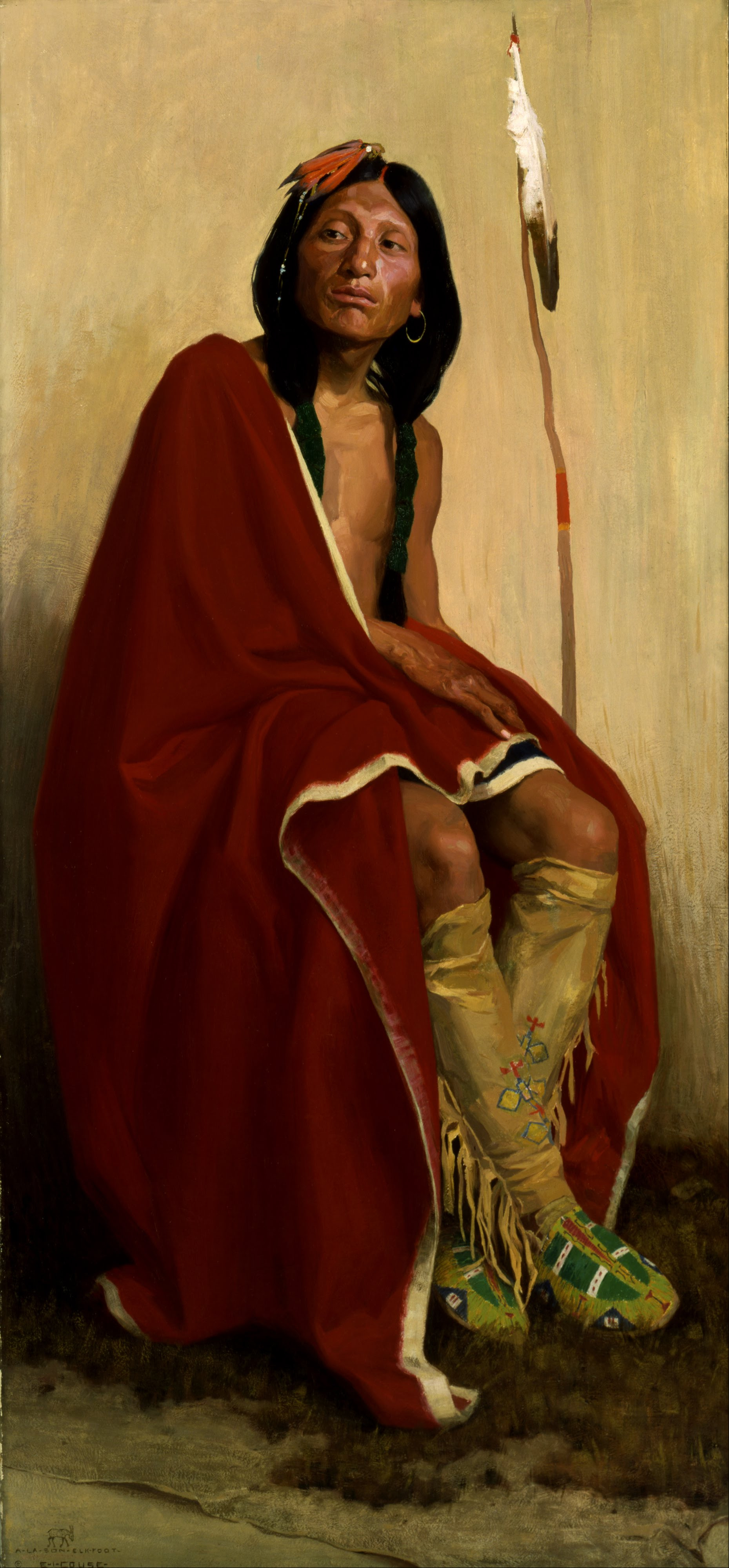
Eanger Irving Couse: Elk-Foot of the Taos Tribe

Couse wurde in Saginaw, Michigan, geboren. Schon als Jugendlicher zeichnete er Indianer der Chippewa, deren Stamm in der Nähe lebte. Er besuchte die örtlichen Schulen und war vor allem an Kunst interessiert.

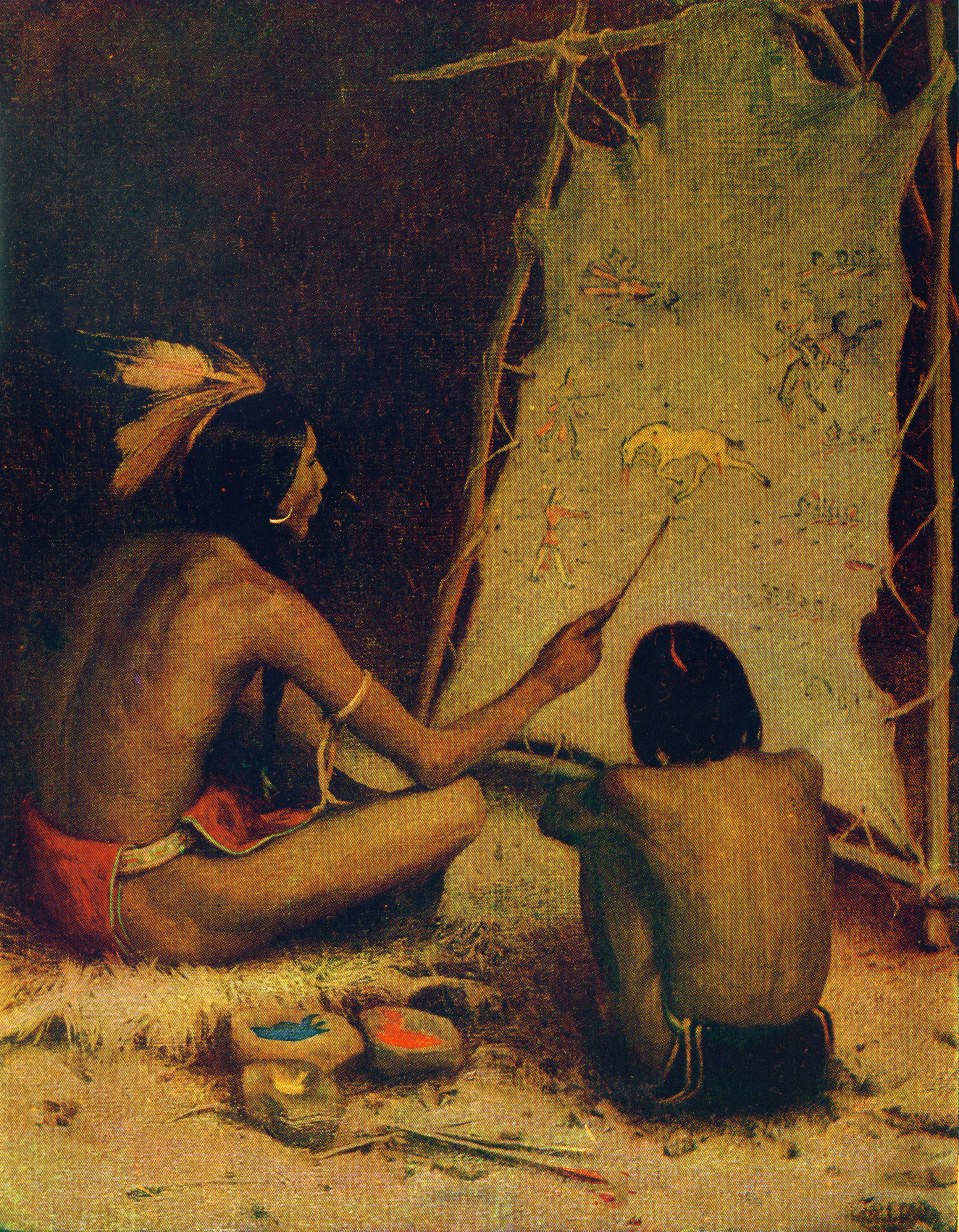
The Historian, 1902.

Couse begann das professionelle Kunststudium am Art Institute of Chicago und wechselte später an die National Academy of Design in New York. Danach ging er nach Paris, wo er an der École des Beaux-Arts und der Académie Julian unter William-Adolphe Bouguereau weitergebildet wurde. In Frankreich lebte er 10 Jahre lang und malten hauptsächlich Landschaften der Normandie-Küste. Zwischen 1893 und 1896 lebte er in der Etaples Art Colony, wo er Straßen- und Fischer-Szenen malte, unter anderem auch das Bild Coastal Scene, Etaples.

## Karriere

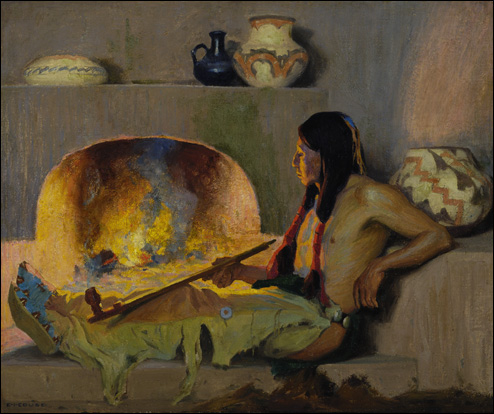
Couse contentment

Nach seiner Rückkehr in die Vereinigten Staaten lebte Couse zunächst in New York. Im Sommer verbrachte er Zeit in Taos, New Mexico. Zu Beginn des 19. Jahrhunderts waren viele Künstler und Schriftsteller begeistert vom Südwesten und im Besonderen von New Mexico, weil die Wüstengebiete unberührt von nationalen Expansionsbestrebungen blieben, die von der amerikanischen Ideologie des Manifest Destiny bestimmt wurden. Die Künstler und Schriftsteller dieser Ära waren bestrebt, die letzten Impressionen des „Old West“ einzufangen, bevor die Epoche insgesamt verschwand. In New Mexico studierte und malte Couse Leben und Kultur der Taos-Indianer, eines Pueblo-Stammes. Mit den Bildern des „Native American Life“ konnte er seine erste Solo-Ausstellung 1891 ausstatten.
1911 wurde Couse in die National Academy of Design gewählt und engagierte sich in der Taos Art Colony. Couse war 1915 auch einer der sechs Gründungsmitglieder der Taos Society of Artists, und wurde der erste gewählte Präsident derselben. Ein weiteres Gründungsmitglied war der Künstler John Henry Sharp, der sich eine Kapelle in der Nähe von Couses Haus als Studio zurechtgemacht hatte. Später erbaute Sharp ein kombiniertes Haus und Studio auf dem Gelände. Die aneinander angrenzenden Hausgrundstücke werden als „Couse/Sharp Historic Site“ geführt und werden von der Couse Foundation verwaltet.
Unter Couses Werken in öffentlichen Galerien sind Elk-Foot of the Taos Tribe (Smithsonian American Art Museum); Taos Pueblo – Moonlight (New Mexico Museum of Art); The Forest Camp (Brooklyn Museum of Art); The Pottery Maker (Two Red Roses Foundation); The Tom-Tom Maker (Lotos Club, New York); Medicine Fires (Montclair Gallery, New Jersey), sowie Shapanagons, a Chippewa Chief (Detroit Museum of Art).
Das Bild Elk-Foot of the Taos Tribe, von 1909, gilt als Couses Meisterwerk. Das Gemälde wurde für die United States National Art Collection von dem Kunstsammler William T. Evans erworben und wird heute in der Sammlung des Smithsonian American Art Museum ausgestellt. Elk-Foot, dessen anglisierter Name „Jerry Mirabal“ lautete, begann 1907 für Couse zu posieren und war dem Maler eines seiner bevorzugtesten Modelle aufgrund seiner „physical beauty and ideal features“ (physischen Schönheit und idealen Eigenschaften).

## Werke

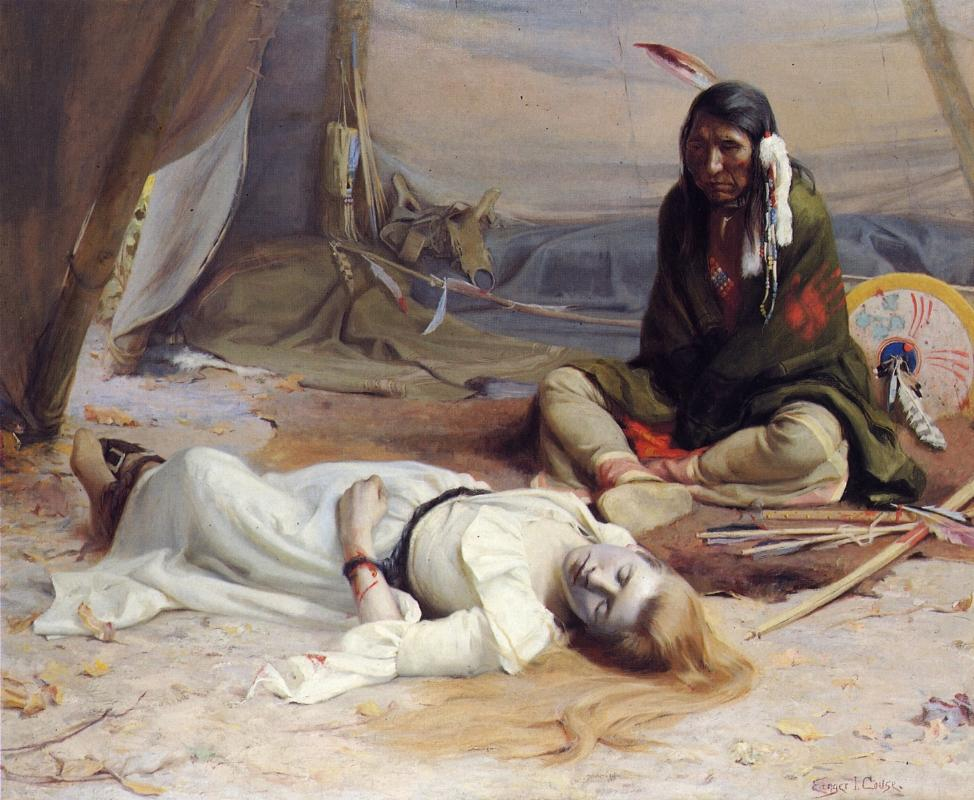
The Captive, a controversial work from 1891.

Couses Werk The Captive wurde 1891 in seiner ersten Solo-Ausstellung, bei der Portland Art Association in Oregon gezeigt und später beim Pariser Salon 1892. Dieses große, „salon size“-Gemälde war das erste Bild mit „Native American-Thema“. 1991 wurde The Captive erneut in der Ausstellung des National Museum of American Art unter dem Titel The West as America gezeigt, woraufhin sich eine Kontroverse über die Interpretation der Kuratoren im Bezug auf die Intention des Künstlers entspann. Kunsthistoriker haben die rassistischen, sexuellen und sozialen Motive im Kontext der amerikanischen Gesellschaft der damaligen Zeit kritisiert.
1899 stellte Couse drei Bilder beim Boston Art Club aus: A Cayuse Indian (Öl), Maternity (Öl) und Yakima Encampment (Öl). Zu dieser Zeit gab Couse eine Wohnadresse bei Van Dyck Studios, 939 8th Avenue, New York City an.

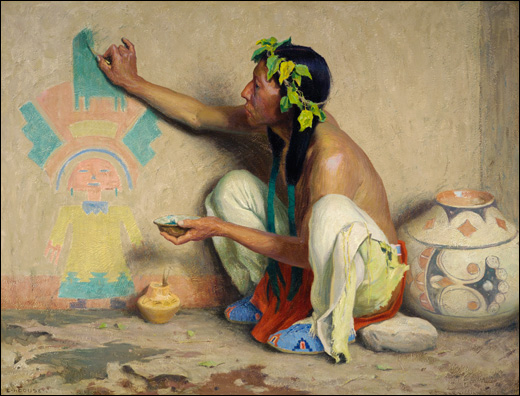
The Kachina Painter (1917)

## Weitere Bilder
Mending the War Bonnet; Making Pottery (gewann den mit $500dotierten National Academy of Design Carnegie Prize); Roasting Corn (1904); Rushing Water (1912); Twilight, Taos Pueblo (1913); Taos Canyon Camp; Taos Pueblo – Moonlight (1914); The Kachina Painter (1917);

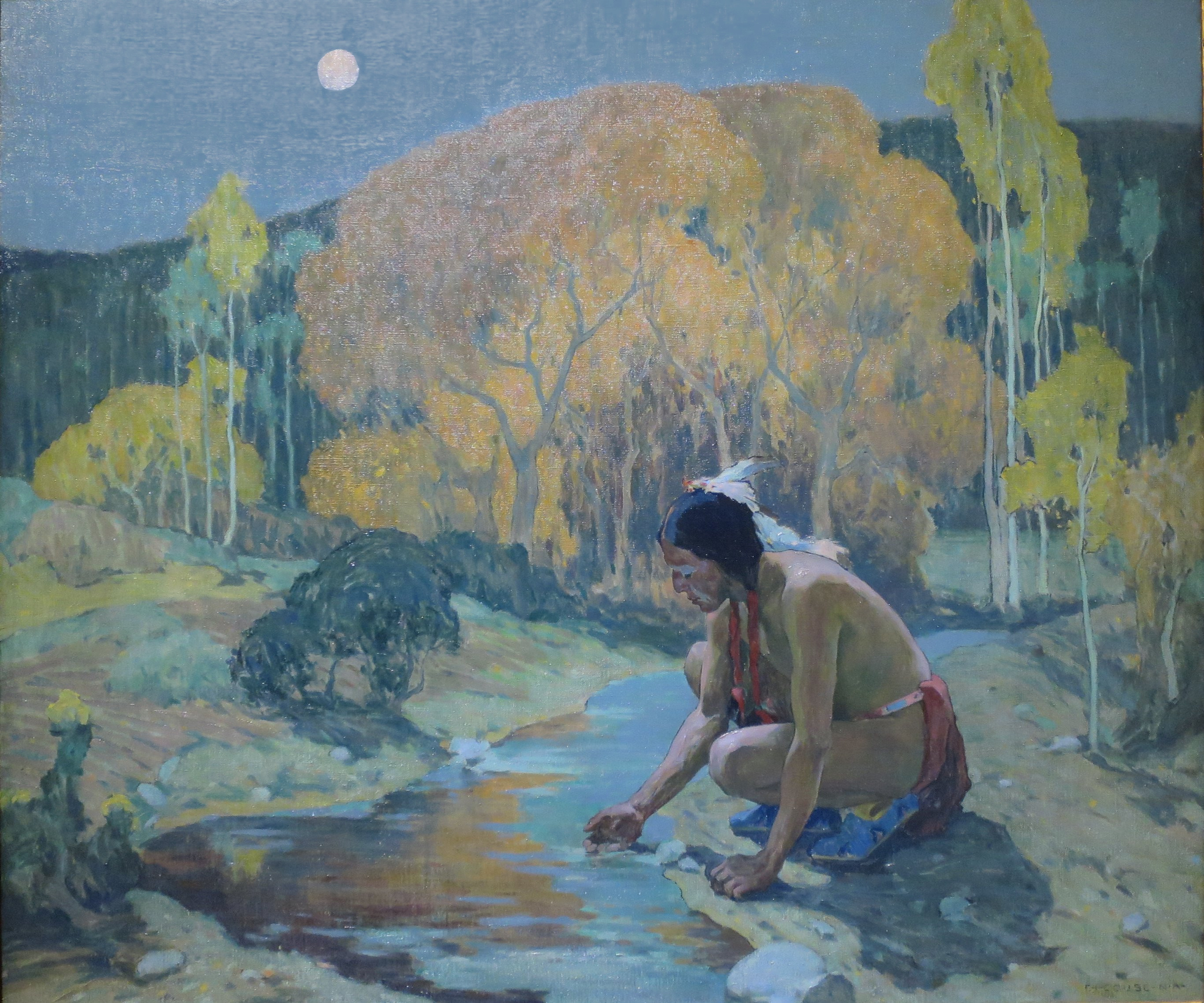
Autumn Moon '
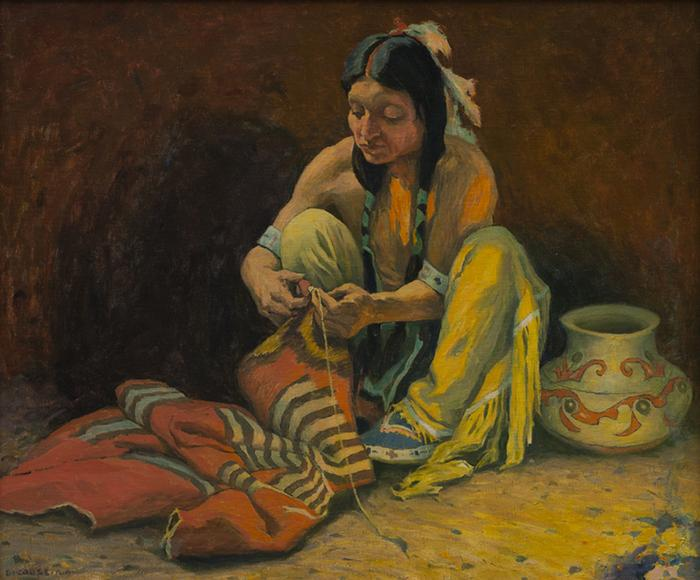
The Blanket Mender
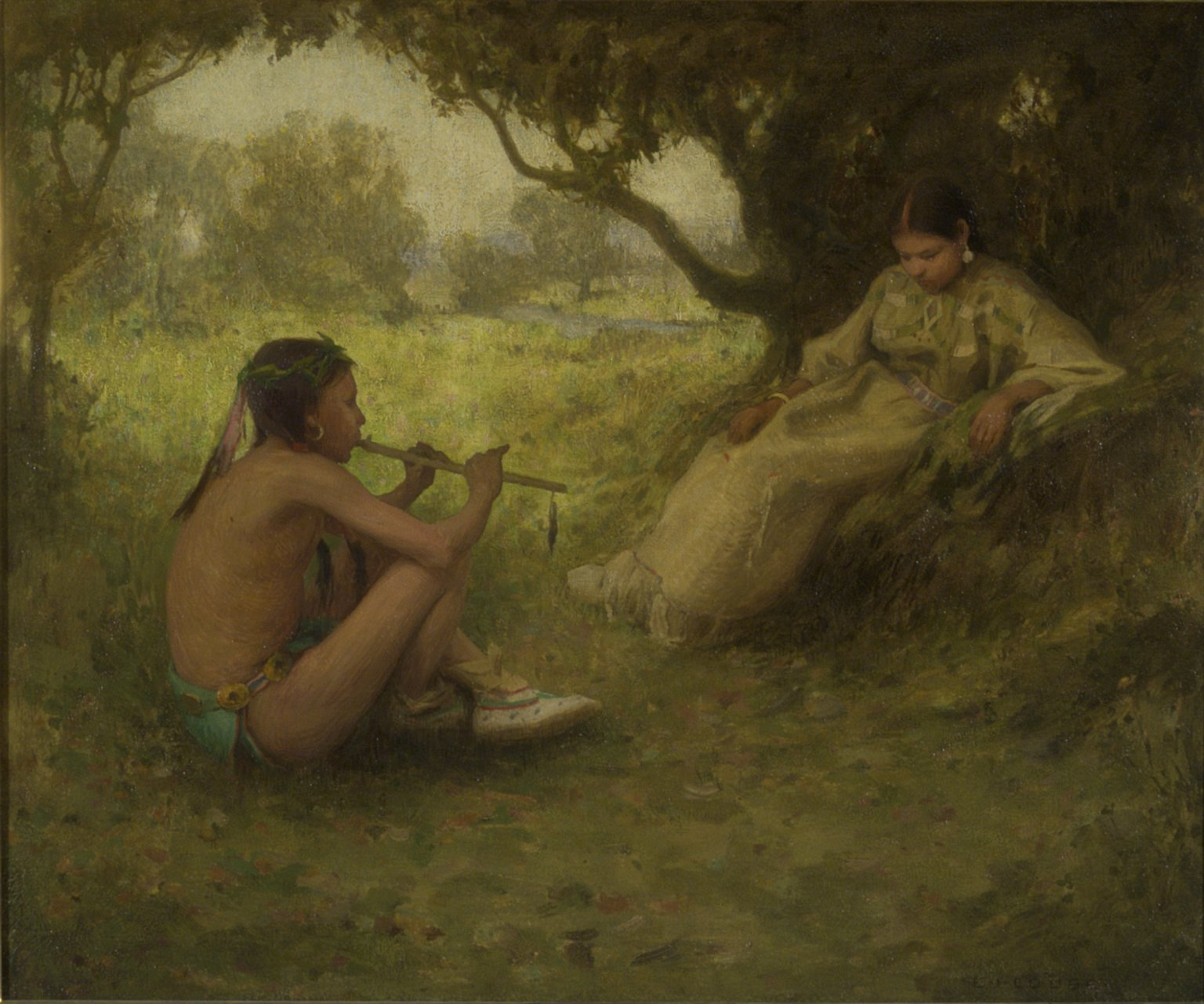
Indian Love Song
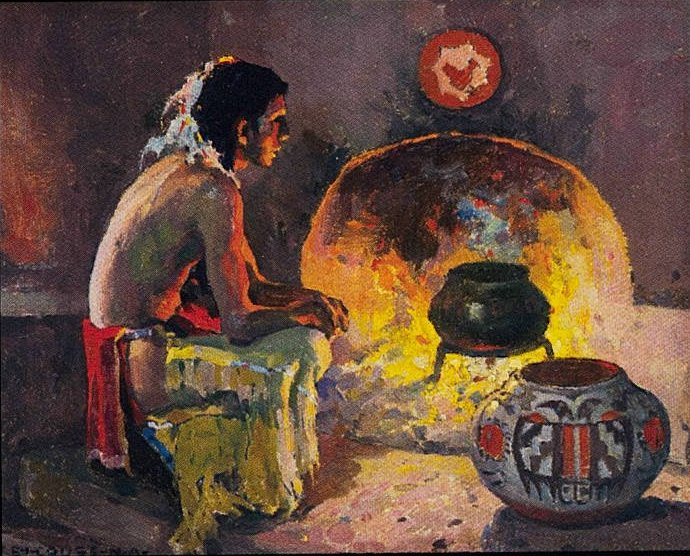
Firelight
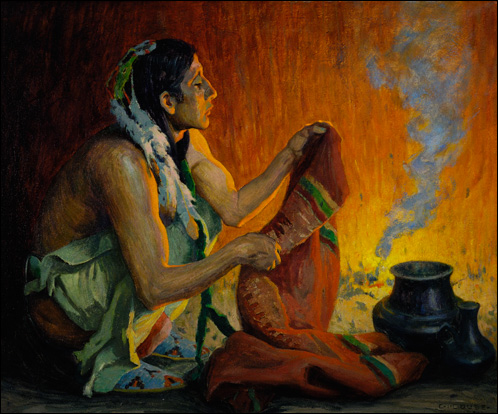
Smokeceremony
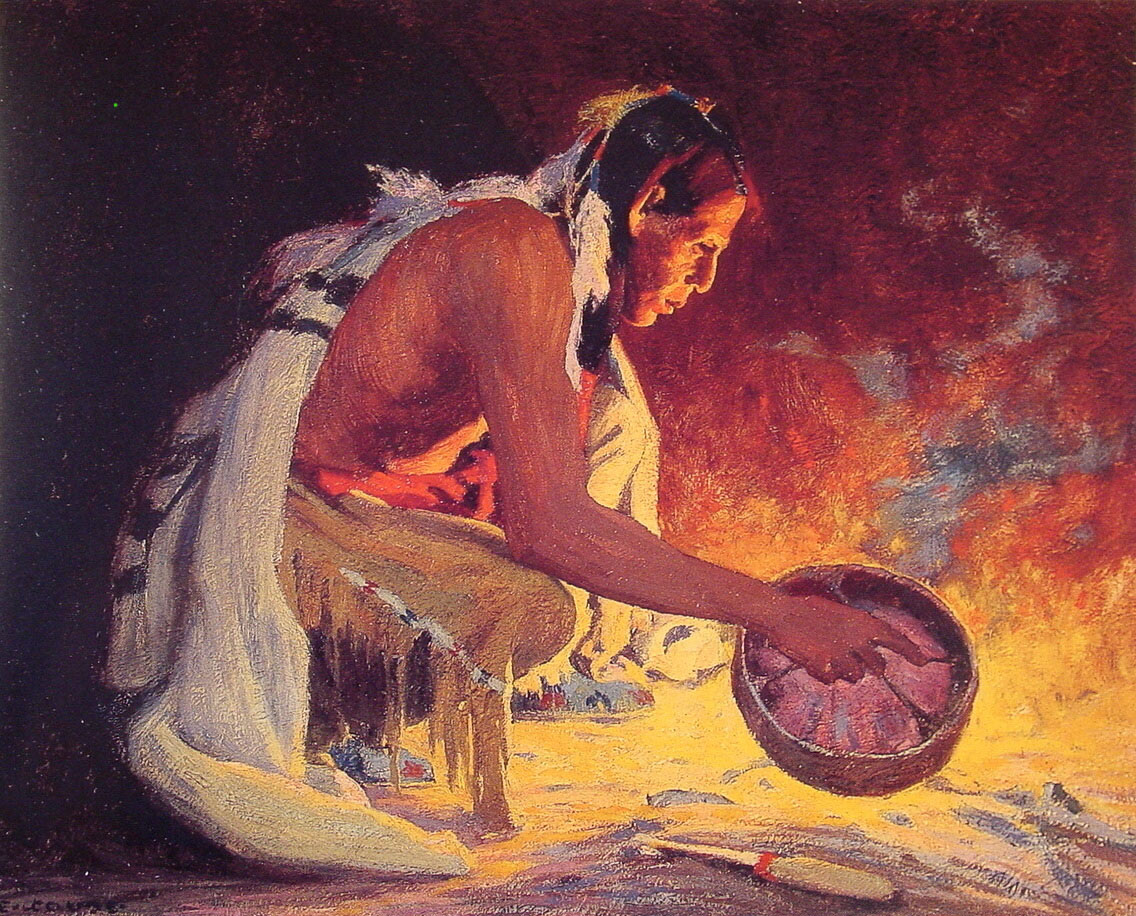
Indian by Firelight
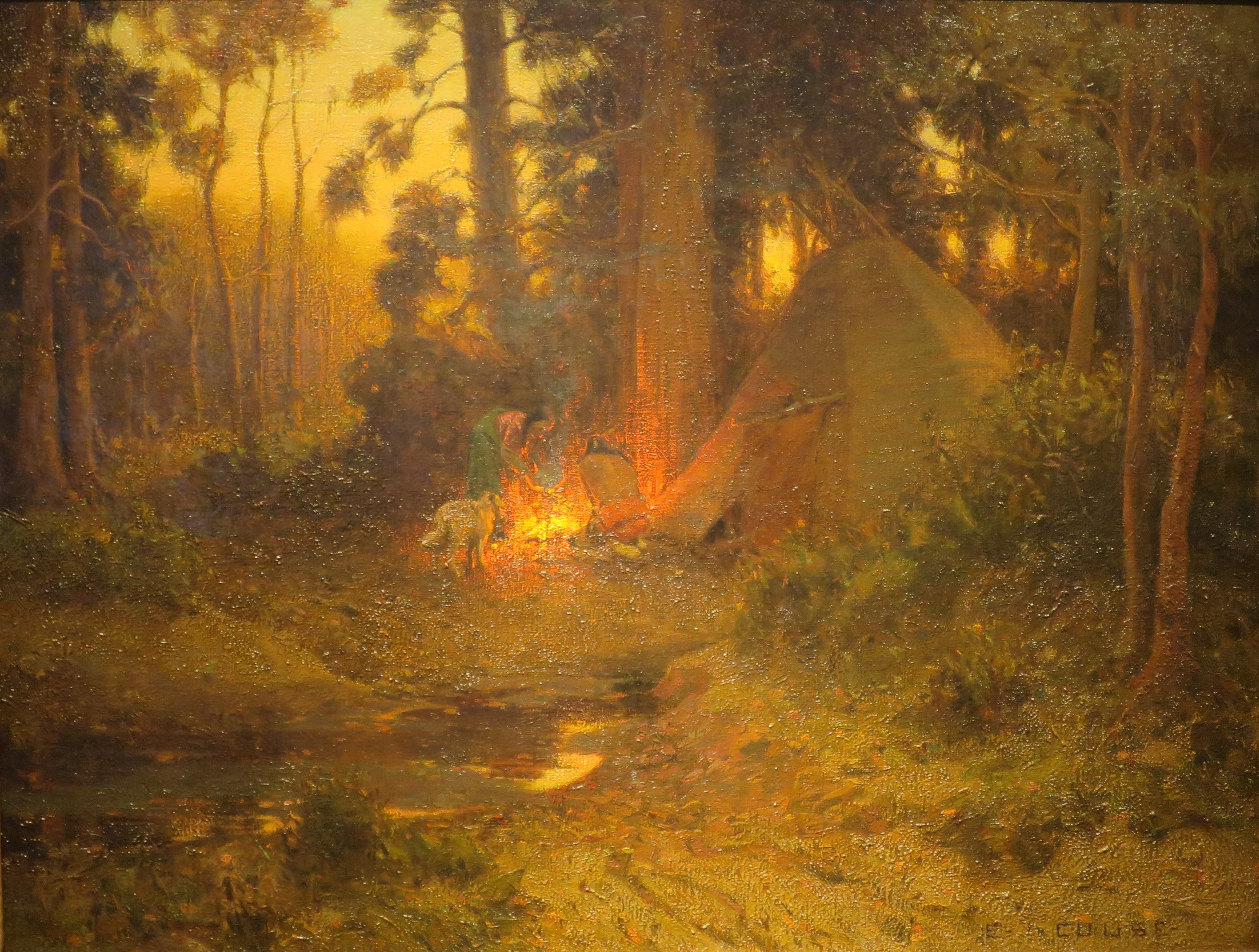
Indian Camp in the Cascade Mountains
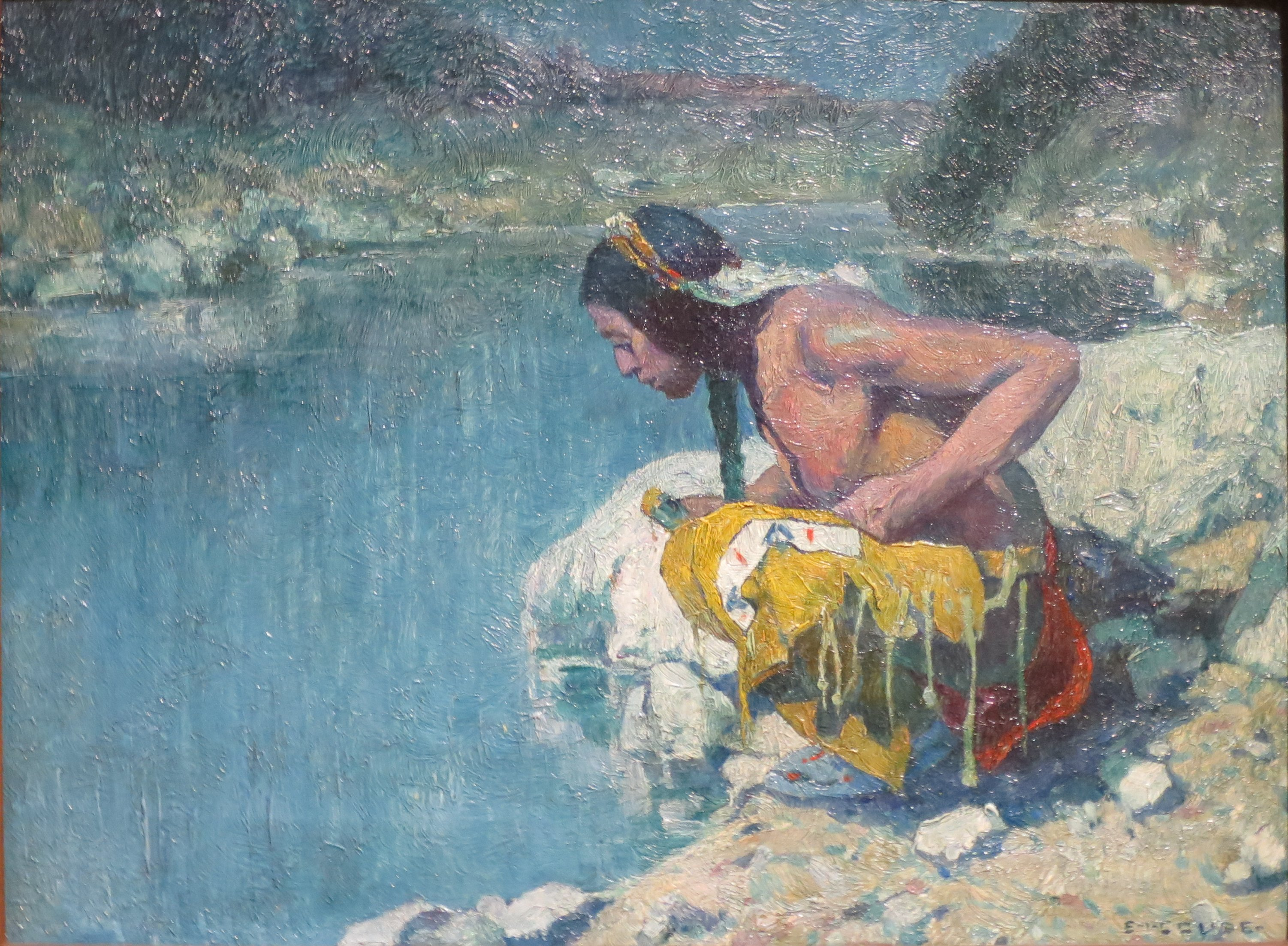
Indian at Sacred Lake

## Vermächtnis und Ehrungen
Couses Werke wurden bei verschiedenen Institutionen ausgezeichnet: beim Pariser Salon, der Art Institute of Chicago, der National Academy of Design (Altman Prize, 1916); und beim Salmagundi Club (Isidor Prize, 1917). Er erhielt auch den Lippincott Prize der Pennsylvania Academy of Fine Arts 1921. Sowie Auszeichnungen bei der American Exposition, Buffalo; Boston Art Club, Corcoran Gallery, sowie der Panama Pacific International Exposition in San Francisco (Silbermedaille, 1915).
Ab 1914 wurden seine Bilder in den weit verbreiteten Santa Fe Railroad Calendars abgedruckt.
Seine Studios, die als Teil des Eanger Irving Couse House and Studio—Joseph Henry Sharp Studios im National Register of Historic Places und im New Mexico Register of Cultural Properties eingetragen ist, gehört zu den 30 Gebäuden die als „Historic Artist's Home and Studio Associate Site“ vom National Trust for Historic Preservation betreut wird. 2001 entstand die Couse Foundation zur Erhaltung des Anwesens.

## Tod

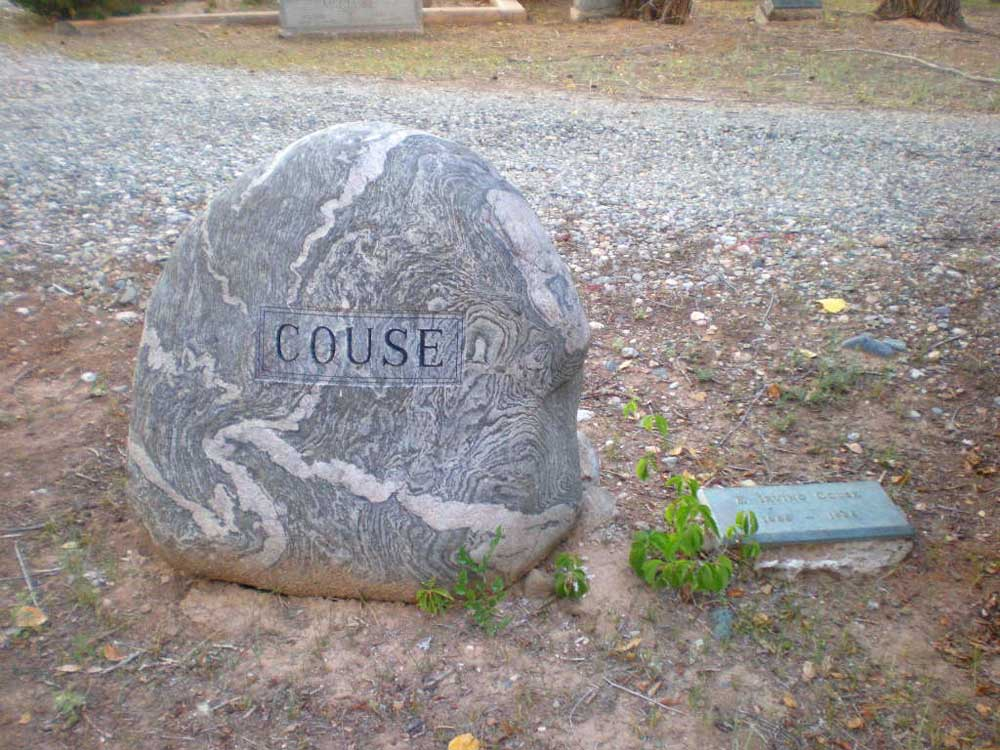
Couse's marker at Sierra View Cemetery

Couse starb 1936 in Albuquerque, New Mexico. Er wurde auf dem Sierra View Cemetery in Taos beigesetzt.